# Lotus hebranicus
Lotus hebranicus là một loài thực vật có hoa trong họ Đậu. Loài này được Brand miêu tả khoa học đầu tiên.